# He's Our You
"He's Our You" es el décimo episodio de la quinta temporada de la serie de televisión Lost, de la cadena ABC. Fue escrito por Edward Kitsis y Adam Horowitz y fue dirigido por Greg Yaitanes. Fue emitido el 25 de marzo de 2009 en Estados Unidos y Canadá. La línea secundaria del episodio se centra en Sayid

## Resumen

### Flashbacks
La primera escena corresponde a la niñez de Sayid y muestra la relación con su padre, quien ordena al hermano de Sayid matar un pollo como rito del paso, pero no puede hacerlo y Sayid sí lo hace para satisfacción de su padre. También se ve a Sayid asesinado a un hombre en Moscú; es el último que mató de la lista que le dio Ben.
Durante el episodio se muestran además los antecedentes del retorno de Sayid a la isla: Su rechazo a regresar cuando Ben lo visita en República Dominicana y repite la respuesta negativa que había dado ya a Locke; y su enfadada renuencia a regresar cuando vuelve a ver a Ben en Los Ángeles, junto con otros de Los Seis del Oceanic.
También se ve cómo Ilana lo engaña haciéndose pasar por una prostituta y luego lo arresta haciéndole creer que lo buscaba tras ser contratada por un familiar de uno de los hombres que Linus le ordenó matar. Además se ven escenas en el aeropuerto cuando al ver a otros de Los Seis del Oceanic, Sayid comienza a sospechar que el viaje al que va no tiene como destino Guam y le pide a Ilana ir en otro vuelo, pero ella se niega. Ya en el avión de Ajira Sayid se encoleriza al ver subir a Ben y le pregunta a Ilana si trabaja para él y como ella lo niega, le explica que Ben es extremadamente malvado y que lo sabe porque él mismo trabajó para Ben.

### En la isla
En 1977, Radzinsky está convencido de que Sayid es un espía. Sawyer trata de protegerlo simulando que también lo trata duramente, aunque en realidad quiere que declare que es un "hostil", para evitar mayores males. Cuando el niño Ben le lleva al calabozo a Sayid un segundo sándwich, es sorprendido por su padre, que lo golpea.
Con preocupaciones de orden diferente, Juliet le expresa a Sawyer que teme que su relación se acabe debido a la llegada de Kate y él le responde que no ha cambiado nada y su relación de pareja seguirá igual. Sin embargo, Juliet conversa con Kate para pedirle que no trate de intimar con Sawyer.
Por iniciativa de Radzinsky y Horace, Sawyer hace perder el conocimiento a Sayid y luego lo llevan hasta una carpa en el campo, donde un hombre, Oldham (interpretado por William Sanderson), le hace tomar suero de la verdad a Sayid, que comienza a confesar su verdadero nombre, que llegó en el vuelo 316 de Ajira y antes había estado en la isla porque se accidentó en el 815 de Oceanic. Luego Sayid enumera las estaciones de Dharma y sus funciones, incluyendo la Estación Cisne, lo que causa la violenta reacción de Radzinsky, porque el detenido sabe sobre algo que aún no existe. Entonces Sayid hace la revelación máxima: viene del futuro. Es una respuesta que desconcierta a los interrogadores que lo vuelven al calabozo pero se reúnen y deciden ejecutarlo después de que Amy convence a su esposo de votar en favor de la ejecución.
Sayid rechaza la oferta de escapar que le hace Sawyer y le dice que ahora sí sabe al fin para qué regresó a la isla. El niño Ben llega luego al calabozo y le ofrece a Sayid dejarlo escapar si Sayid lo lleva donde "su gente" es decir Los Otros, porque Ben cree que Sayid es un "hostil". Sorprendentemente Sayid sí acepta esta oferta de escape.
Sawyer decide ir a la casa de Kate para preguntarle por qué regresaron. Kate dice que no sabe por qué regresaron los demás, pero que ella sí conoce bien la razón que tuvo para volver a la isla. Cuando están conversando, un incendio se desata en las barracas debido a que una combi desocupada y ardiendo se estrella contra una casa. Cuando todos, incluido el guardia que controla la salida del calabozo, van a apagar el incendio, Sayid escapa con Ben, pero cuando los dos van por la carretera, son encontrados por Jin. Sayid le dice a Jin que Sawyer lo dejó escapar, pero como Jin quiere confirmarlo por radio, Sayid lo golpea y lo deja inconsciente y toma su pistola.
El niño Ben está alborozado y cuando le pregunta a Sayid dónde aprendió a pelear, Sayid le confiesa que sí es un asesino y le dispara. Ben cae.